# Lac Pénobscot
Le lac Penobscot est un lac situé dans le comté de Somerset (Maine), à environ 300 mètres de la frontière entre le Canada et les États-Unis, à quelques centaines de mètres en face du lac du Portage du côté canadien de la frontière.

## Géographie
Le lac est assez vaste, mais entouré de forêts et difficilement accessible par des chemins forestiers privés. Sa superficie est de 4,1 km2. Il est la source du cours supérieur de la branche ouest du fleuve Penobscot. Le lac est situé à environ de 37 km au nord-ouest du lac de Moosehead, source de la rivière Kennebec. 